# Arménie au Concours Eurovision de la chanson 2011
L'Arménie a participé au Concours Eurovision de la chanson 2011. 
Le 11 décembre 2010, la chaîne Arménie 1 a annoncé que la chanteuse Emmy allait représenter le pays au concours. 
Une sélection nationale a été organisée le 5 mars 2011. La chanson « Boom Boom » fut alors choisie. Cependant, le pays ne s'est pas qualifiée lors des demi-finales.

## Finale 2011
| Passage | Artiste | Chanson     | Televoting | Jury | Place |
| ------- | ------- | ----------- | ---------- | ---- | ----- |
| 1       | Emmy    | Hi          | 1,535      | 8    | 3     |
| 2       | Emmy    | "Boom-Boom" | 3,219      | 12   | 1     |
| 3       | Emmy    | "Ayo"       | 2,422      | 10   | 2     |
| 4       | Emmy    | "Good-bye"  | 539        | 7    | 4     |

## À l'Eurovision
Le pays a participé à la première demi-finale le 10 mai 2011. Le pays ne s'est pas qualifié en finale depuis sa première participation au Concours. Cependant sa place était très proche de la qualification après avoir terminé à la 12e place en demi-finale. L'Arménie a reçu un total de 54 points, juste un point derrière la 10e place, celle de la Suisse.